# Sainovina
Sainovina (Servisch cyrillisch Саиновина) is een plaats in de Servische gemeente Čajetina. De plaats telt 810 inwoners (2002).